# Planet X
Planet X és un supergrup instrumental de rock, fundat pel teclista Derek Sherinian (ex Alice Cooper i ex Dream Theater) i el bateria Virgil Donati. Els seus ritmes són irregulars pel que fa al temps i el seu so, innovador i futurista, immers en un ambient espacial. Al llarg de més d'una dècada d'activitat, han publicat tres àlbums d'estudi i un àlbum en viu, cadascun amb una gran varietat de músics convidats, entre d'altres el guitarrista Tony MacAlpine. Entre els baixistes que han col·laborat amb el grup en diferents ocasions cal citar a Jimmy Johnson, Rufus Philpot, Dave LaRue, Tom Kennedy i Tony Franklin.

## Discografia
- 2000: Universe[5]
- 2002: Live from Oz (àlbum en viu)[6]
- 2002: MoonBabies[7]
- 2007: Quantum[4][8]